# Jurij Knorozov
Jurij Valentinovič Knorozov in russo Ю́рий Валенти́нович Кноро́зов (Južnyj, 19 novembre 1922 – San Pietroburgo, 31 marzo 1999) è stato un linguista, epigrafista ed etnografo sovietico e russo. Divenne il fondatore della scuola sovietica di studi sui Maya e la sua identificazione dell'esistenza di segni sillabici si rivelò un passo in avanti fondamentale per la decifrazione della scrittura Maya, il sistema di scrittura utilizzato dalla civiltà precolombiana dei Maya in Mesoamerica.

## Biografia

### Gioventù
Knorozov nacque nel villaggio di Yuzhny vicino a Charkiv, all'epoca la capitale della neonata RSS Ucraina. I suoi genitori erano intellettuali russi e la nonna paterna Maria Sakhavyan era stata un'attrice teatrale di fama nazionale in Armenia.
A scuola, il giovane Yuri era uno studente difficile e un po' eccentrico, che non otteneva buoni risultati in numerose materie e che fu quasi espulso per comportamento scorretto e ostinato. All'età di 5 anni, subì una grave ferita alla testa che lo rese quasi cieco. Tuttavia, divenne chiaro che era brillante dal punto di vista accademico e con un temperamento curioso; era un abile violinista, scriveva poesie romantiche e sapeva disegnare con precisione e attenzione ai dettagli. I suoi punteggi erano eccellenti in tutte le materie, ad eccezione della lingua ucraina.
Nel 1940, all'età di 17 anni, Knorozov lasciò Charkiv per Mosca, dove iniziò gli studi universitari nel neonato Dipartimento di Etnologia presso il Dipartimento di Storia dell'Università statale di Mosca. Inizialmente si specializzò in egittologia.

### Servizio militare e l'"affare Berlino"

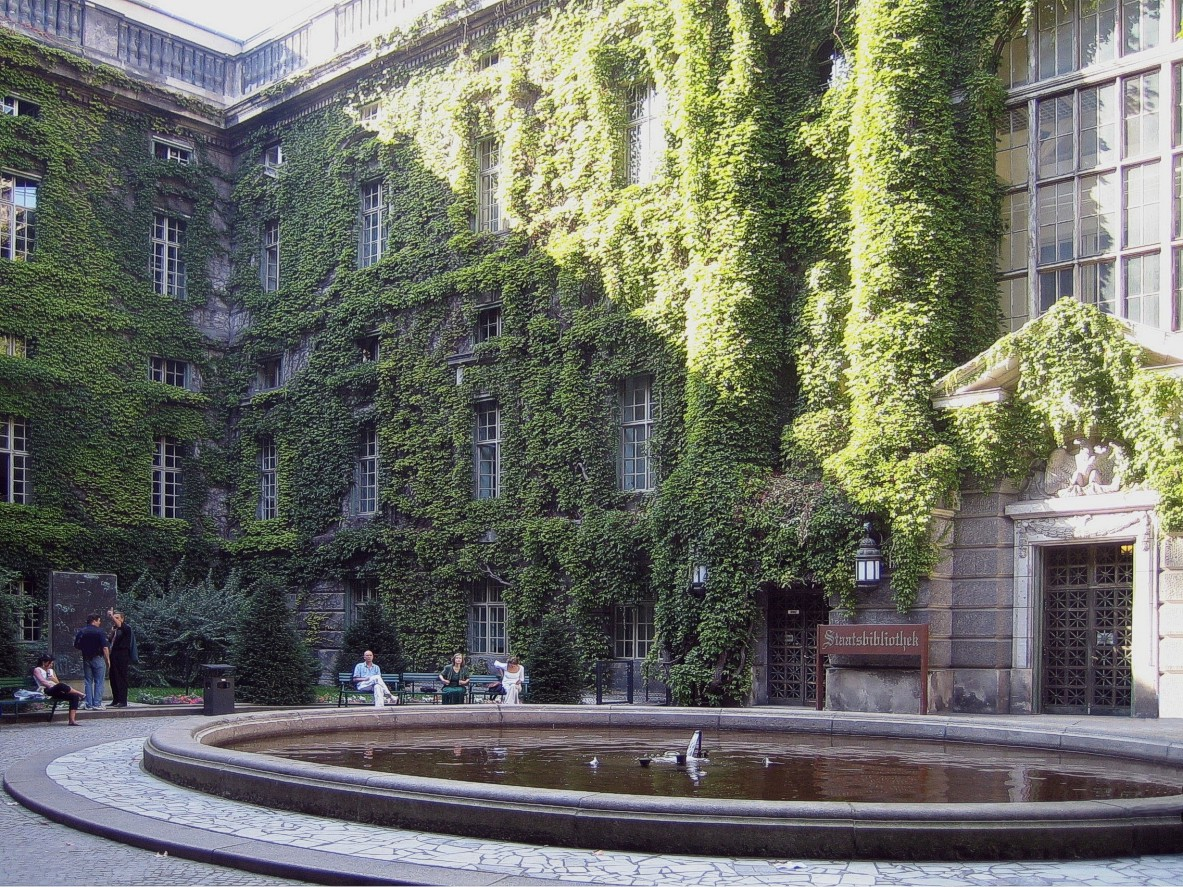
Cortile interno della Preußische Staatsbibliothek (2005)

I piani di studio di Knorozov furono presto interrotti dallo scoppio della seconda guerra mondiale sul fronte orientale a metà del 1941. A causa della sua salute cagionevole, Knorozov non era idoneo al regolare servizio militare nell'esercito sovietico; tuttavia, lui e la sua famiglia trascorsero la maggior parte degli anni 1941-1943 nei territori occupati dai tedeschi, dove avrebbe potuto essere costretto a unirsi alle unità di supporto dell'esercito tedesco. Knorozov riuscì a evitarlo spostandosi da un villaggio all'altro, dove si guadagnava da vivere come insegnante di scuola. Nel 1943, Knorozov sopravvisse a un'epidemia di tifo e nel settembre di quell'anno riuscì a fuggire con la famiglia a Mosca. Lì riprese gli studi di egittologia presso l'Università statale di Mosca. Nel 1944 fu inaspettatamente richiamato per il servizio militare, ma il padre, che era colonnello dell'esercito sovietico, gli procurò un lavoro come operatore telefonico in un'unità di artiglieria di stanza vicino a Mosca.
Secondo una leggenda popolare, Knorozov e la sua unità appoggiarono l'avanzata dell'avanguardia dell'Armata Rossa verso Berlino. Lì, Knorozov avrebbe recuperato per caso un libro che avrebbe scatenato il suo successivo interesse e la sua associazione con la decifrazione della scrittura Maya. La leggenda è stata ampiamente riprodotta, in particolare dopo la pubblicazione nel 1992 di Breaking the Maya Code di Michael D. Coe.  Si suppone che, durante la sua permanenza a Berlino, Knorozov si sia imbattuto nella Biblioteca Nazionale mentre questa era in fiamme. In qualche modo riuscì a recuperare dall'incendio un libro, che si rivelò essere una rara edizione contenente le riproduzioni dei tre codici Maya che allora erano conosciuti come Codici di Dresda, Madrid e Parigi. Si dice che Knorozov abbia portato con sé questo libro a Mosca alla fine della guerra, dove il suo esame avrebbe costituito la base per la sua successiva ricerca pionieristica sulla scrittura Maya.
Sebbene molti dettagli della vita di Knorozov durante la guerra siano rimasti poco chiari, la sua studentessa Galina Ershova non è riuscita a trovare alcuna prova che abbia viaggiato al di fuori dall'Oblast di Mosca nel 1943-1945. Knorozov stesso, in un'intervista condotta un anno prima della sua morte, ha negato la leggenda berlinese.  Come spiegò all'epigrafista mayanista Harri Kettunen: «Purtroppo si è trattato di un malinteso: L'ho raccontato [il ritrovamento di libri in una biblioteca di Berlino] al mio collega Michael Coe, ma non ha capito bene. Non c'era nessun incendio nella biblioteca. E i libri che erano nella biblioteca erano in scatole per essere spediti altrove. I tedeschi li avevano impacchettati e, non avendo il tempo di spostarli da nessuna parte, le scatole furono portate a Mosca».

### Ripresa degli studi
(Yuri Knorozov)
Nell'autunno del 1945, dopo la seconda guerra mondiale, Knorozov tornò all'Università statale di Mosca per completare i corsi universitari presso il dipartimento di Etnografia. Riprese le sue ricerche sull'egittologia e intraprese anche studi culturali comparati in altri campi, come la sinologia. Dimostrò un particolare interesse e attitudine per lo studio delle lingue e dei sistemi di scrittura antiche, in particolare dei geroglifici, e lesse anche la letteratura giapponese e araba medievale. Secondo il suo compagno di stanza, Sevʹyan I. Vainshtein, Knorozov si dedicava completamente alla scienza. Dopo aver ricevuto una borsa di studio, la spendeva in libri, sopravvivendo con poco cibo fino alla borsa di studio successiva.
Mentre era ancora uno studente universitario alla MSU, Knorozov trovò lavoro presso l'Istituto di etnologia e antropologia NN Miklukho-Maklai (o IEA), parte della prestigiosa Accademia delle scienze dell'URSS. I risultati delle ricerche successive di Knorozov sarebbero stati pubblicati dall'IEA con il suo marchio.
Nell'ambito del suo curriculum etnografico, Knorozov trascorse diversi mesi come membro di una spedizione sul campo nelle repubbliche sovietiche dell'Asia centrale, la RSS uzbeka e quella turkmena (che in precedenza erano note come RSS di Khorezm e che molto più tardi sarebbero diventate le nazioni indipendenti di Uzbekistan e Turkmenistan dopo lo scioglimento dell'Unione Sovietica nel 1991). In questa spedizione il suo obiettivo apparente era quello di studiare gli effetti delle attività espansionistiche russe e degli sviluppi moderni sui gruppi etnici nomadi, in quello che era un lontano mondo di frontiera dello Stato sovietico.
All'ora Knorozov non aveva ancora rivolto la sua l'attenzione accademica alla scrittura Maya. Le cose cambieranno nel 1947, quando, su suggerimento del suo professore, Knorozov scriverà la sua tesi di laurea sull'"alfabeto de Landa", un documento redatto dal vescovo spagnolo del XVI secolo Diego de Landa, in cui affermava di aver traslitterato l'alfabeto spagnolo nei corrispondenti geroglifici Maya. De Landa, che durante il suo episcopato nello Yucatán aveva supervisionato la distruzione di tutti i codici della civiltà Maya che era riuscito a trovare, riprodusse il suo alfabeto in un'opera (Relación de las Cosas de Yucatán) destinata a giustificare le sue azioni una volta processato una volta richiamato in Spagna. Il documento originale era scomparso e quest'opera rimase sconosciuta fino al 1860, quando una copia abbreviata fu scoperta negli archivi della Reale Accademia Spagnola dallo studioso francese Charles Étienne Brasseur de Bourbourg.
Poiché l'"alfabeto" di de Landa sembrava contraddittorio e poco chiaro (ad esempio, per alcune lettere venivano fornite più varianti e alcuni simboli non erano noti nelle iscrizioni sopravvissute), i precedenti tentativi di utilizzarlo come chiave di decifrazione del sistema di scrittura Maya non avevano avuto successo.

### Ricerca chiave

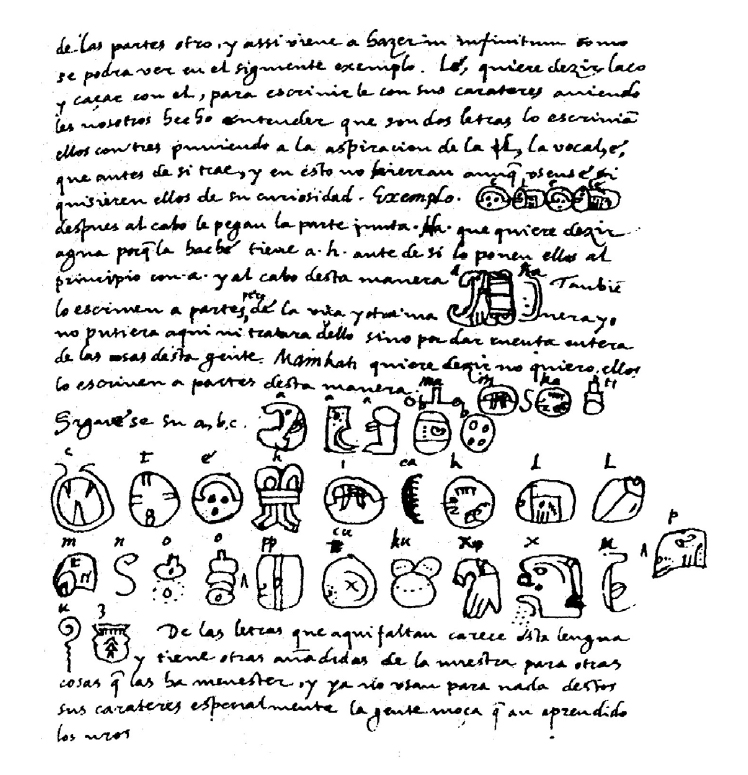
Pagina dalla Relación de las Cosas de Yucatán di Diego de Landa (edizione del 1853 di Brasseur de Bourbourg), contenente la descrizione dell'alfabeto de Landa su cui Knorozov si è basato per la sua scoperta.

Nel 1952, l'allora trentenne Knorozov pubblicò un lavoro che si sarebbe poi rivelato fondamentale in questo campo (Drevnyaya pis'mennost' Tsentral'noy Ameriki, ovvero "Scrittura antica dell'America centrale"). è la constatazione che le scritture antiche, come l'antico egiziano e il cuneiforme, che in genere o in passato si pensava fossero di natura prevalentemente logografica o addirittura puramente ideografica, contenevano in realtà una significativa componente fonetica. In altre parole, piuttosto che i simboli rappresentassero solo o principalmente parole o concetti interi, molti simboli rappresentavano in realtà gli elementi sonori della lingua in cui erano scritti e presentavano anche elementi alfabetici o sillabici che, se compresi, potevano favorirne la loro decifrazione.  A quel tempo, ciò era ampiamente noto e accettato per molti di essi, come i geroglifici egizi (la cui decifrazione fu notoriamente avviata da Jean-François Champollion nel 1822 utilizzando il manufatto trilingue della Stele di Rosetta); tuttavia l'opinione prevalente era che la lingua Maya non presentasse tali caratteristiche. Gli studi di linguistica comparata di Knorozov lo portarono a concludere che la scrittura maya non doveva essere diversa dalle altre e che non esistevano scritture puramente logografiche o ideografiche.
L'intuizione chiave di Knorozov è stata quella di trattare i glifi maya rappresentati nell'alfabeto di de Landa non come un alfabeto, ma piuttosto come un sillabario. Forse non fu il primo a proporre una base sillabica per la scrittura, ma le sue argomentazioni e prove sono state le più convincenti fino ad oggi. Egli sosteneva che quando de Landa aveva chiesto al suo interlocutore di scrivere l'equivalente della lettera “b” spagnola (ad esempio), lo scriba maya aveva effettivamente prodotto il glifo che corrispondeva alla sillaba /be/ pronunciata da de Landa. In realtà Knorozov non presentò molte nuove trascrizioni basate sulla sua analisi; tuttavia, sostenne che questo approccio era la chiave per comprendere la scrittura. In effetti, l'"alfabeto" di de Landa sarebbe diventato quasi la "pietra di Rosetta" della decifrazione Maya.
Un ulteriore principio critico avanzato da Knorozov era quello della sinarmonia. Secondo questo principio, le parole o le sillabe maya che avevano la forma consonante-vocale-consonante (CVC) dovevano spesso essere rappresentate da due glifi, ciascuno dei quali rappresentava una sillaba CV (cioè CV-CV). Nella lettura, la vocale della seconda doveva essere ignorata, lasciando la lettura (CVC) come previsto. Il principio prevedeva anche che, nella scelta del secondo glifo CV, si scegliesse quello con una vocale d'eco che corrispondesse alla vocale della prima sillaba del glifo. Analisi successive hanno dimostrato che questo principio è in gran parte corretto.

### Reazioni critiche al suo lavoro

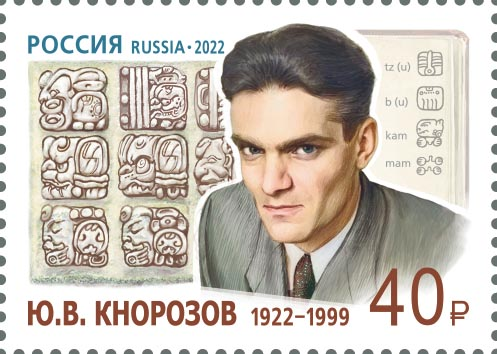
Knorozov su un francobollo russo del 2022

Dopo la pubblicazione di quest'opera di uno studioso allora poco conosciuto, Knorozov e la sua tesi furono oggetto di critiche severe e a tratti sprezzanti. A guidare l'attacco fu J. Eric S. Thompson, il noto studioso britannico considerato dai più come il principale mayaista del suo tempo. Le opinioni di Thompson a quel tempo erano solidamente antifonetiche, e il suo ampio corpus di ricerche dettagliate aveva già dato corpo a un'opinione secondo cui le iscrizioni maya non registravano la loro storia reale e che i glifi erano fondati su principi ideografici. La sua opinione era quella prevalente nel campo e molti altri studiosi ne seguirono l'esempio.
Secondo Michael Coe, «durante la vita di Thompson, era raro che uno studioso Maya osasse contraddirlo» sul valore dei contributi di Knorozov o sulla molte altre questioni. Di conseguenza, la decifrazione delle scritture Maya richiese molto più tempo rispetto alle loro controparti egiziane o ittite e poté decollare solo dopo la scomparsa di Thompson nel 1975.
La situazione fu ulteriormente complicata dal fatto che l'articolo di Knorozov apparve nel pieno della Guerra Fredda e molti liquidarono il suo articolo come fondato su un'ideologia e una polemica marxista-leninista errate. In effetti, in linea con le pratiche obbligatorie dell'epoca, l'articolo di Knorozov era preceduto da una prefazione scritta dal direttore della rivista che conteneva digressioni e commenti propagandistici che esaltavano l'approccio sponsorizzato dallo Stato con il quale Knorozov era riuscito a raggiungere gli obiettivi che gli studiosi occidentali avevano fallito. Tuttavia, nonostante le affermazioni contrarie di alcuni detrattori di Knorozov, Knorozov stesso non incluse mai tali polemiche nei suoi scritti.

### Progresso della decifrazione
Knorozov perfezionò ulteriormente la sua tecnica di decifrazione nella sua monografia del 1963 "La scrittura degli indiani Maya" e pubblicò traduzioni di manoscritti Maya nella sua opera del 1975 "Manoscritti geroglifici Maya".
Negli anni '60, altri mayaisti e ricercatori cominciarono ad approfondire le idee di Knorozov. Il loro ulteriore lavoro sul campo e l'esame delle iscrizioni esistenti iniziarono a indicare che nelle iscrizioni delle stele era registrata la vera storia dei Maya e non solo informazioni astronomiche e di calendario. La studiosa Tatiana Proskouriakoff, nata in Russia ma residente negli Stati Uniti, è stata la principale artefice di questo lavoro, convincendo alla fine Thompson e altri dubbiosi che gli eventi storici erano registrati nelle iscrizioni.
Altri primi sostenitori dell'approccio fonetico sostenuto da Knorozov includevano Michael D. Coe e David H. Kelley, e sebbene inizialmente fossero una netta minoranza, sempre più sostenitori giunsero a questa visione man mano che ulteriori prove e ricerche progredivano.
Nel resto del decennio e in quello successivo, Proskouriakoff e altri continuarono a sviluppare il tema e, utilizzando i risultati di Knorozov e altri approcci, iniziarono a mettere insieme alcune decifrazioni della scrittura. Una svolta importante avvenne durante la prima conferenza di Mesa Redonda nel sito maya di Palenque nel 1973, quando utilizzando l'approccio sillabico i presenti decifrarono (per lo più) quello che risultò essere un elenco di ex governanti di quella particolare città-stato maya.
Nei decenni successivi si verificarono molti ulteriori progressi, che resero leggibile una parte significativa delle iscrizioni sopravvissute. La maggior parte dei resoconti sulla linguistica Maya attribuiscono a Knorozov le scoperte rivoluzionarie nella decifrazione della lingua maya. Retrospettivamente, il professor Coe scrive che «Yuri Knorozov, un uomo che era molto lontano dall'establishment scientifico occidentale e che, prima della fine degli anni '80, non aveva mai visto una rovina Maya né toccato una vera iscrizione Maya, aveva comunque reso possibile, contro ogni previsione, la moderna decifrazione della scrittura geroglifica maya».

### Vita successiva
Knorozov aveva presentato il suo lavoro nel 1956 al Congresso internazionale degli Americanisti di Copenaghen, ma negli anni successivi non gli fu più possibile viaggiare all'estero. Dopo il ripristino delle relazioni diplomatiche tra Guatemala e Unione Sovietica nel 1990, Knorozov fu invitato dal presidente Vinicio Cerezo a visitare il Guatemala. Il presidente Cerezo conferì a Knorozov l'Ordine del Quetzal e Knorozov visitò alcuni dei principali siti archeologici maya, tra cui Tikal. Il governo del Messico conferì a Knorozov l'Ordine dell'Aquila Azteca, la più alta onorificenza conferita dallo Stato messicano ai non cittadini, in una cerimonia tenutasi presso l'ambasciata messicana a Mosca il 30 novembre 1994. Nel ricevere il premio, disse in spagnolo «Mi corazón siempre es mexicano»("Il mio cuore resta sempre con il Messico" o "Il mio cuore è per sempre messicano").
Knorozov aveva ampi interessi e contributi in altri campi di indagine, come l'archeologia, la semiotica, le migrazioni umane nelle Americhe e l'evoluzione della mente. Tuttavia, sono i suoi contributi al campo degli studi sui Maya quelli per cui è maggiormente ricordato.
Nei suoi ultimi anni di vita, Knorozov è anche noto per aver indicato un luogo negli Stati Uniti come probabile ubicazione di Chicomoztoc, la terra ancestrale da cui - secondo antichi documenti e racconti considerati mitici da un numero considerevole di studiosi - sarebbero venute le popolazioni indigene che oggi vivono in Messico.
Knorozov morì a San Pietroburgo il 31 marzo 1999, di polmonite nei corridoi di un ospedale cittadino. Gli sopravvissero la figlia Ekaterina e la nipote Anna.

## Elenco delle pubblicazioni
Quello che segue è un elenco incompleto di articoli, relazioni di conferenze e altre pubblicazioni di Knorozov, suddivisi per area tematica e tipologia. Si noti che molte di quelle elencate sono riedizioni e/o traduzioni di articoli precedenti.
Knorozov ha indicato la sua gatta Asya come co-autrice di parte del suo lavoro, sostenendo tra l'altro di essere pervenuto all'intuizione centrale per il suo articolo ‘On Questions about Signaling Classification’ del 1973, osservando come Asya si rapportasse e "comunicasse" con il proprio cucciolo, Fat Kys, nei primissimi mesi di vita del gattino. La citazione di Asya come co-autrice fu sempre rifiutata, in risposta Knorozov cominciò ad utilizzare e diffondere come proprio ritratto fotografico ufficiale la famosa fotografia che lo ritrae con Asya, in espressione accigliata. Quando utilizzata a scopi di pubblicazione, tale foto apparve comunque sempre tagliata.

### Pubblicazioni legati ai Maya

#### Atti di conferenze
- "A brief summary of the studies of the ancient Maya hieroglyphic writing in the Soviet Union". Reports of the Soviet Delegations at the 10th International Congress of Historical Science in Rome (Authorized English translation ed.). Moscow: Akademiya Nauk SSSR. 1955.
- "Краткие итоги изучения древней письменности майя в Советском Союзе". Proceedings of the International Congress of Historical Sciences (Rome, 1955). Rome. 1956. pp. 343–364.
- "New data on the Maya written language". Proc. 32nd International Congress of Americanists, (Copenhagen, 1956). Copenhagen. 1958. pp. 467–475.
- "La lengua de los textos jeroglíficos mayas". Proceedings of the International Congress of Americanists (33rd session, San José, 1958). San José, Costa Rica. 1959. pp. 573–579.
- "Le Panthéon des anciens Maya". Proceedings of the International Congress of Anthropological and Ethnological Sciences (7th session, Moscow, 1964). Moscow. 1970. pp. 126–232.

#### Articoli di giornale
- "Древняя письменность Центральной Америки (Ancient Writings of Central America)". Soviet Ethnography. 3 (2): 100–118. 1952.
- "Письменность древних майя: (опыт расшифровки) (Written Language of the Ancient Maya)" (PDF). Soviet Ethnography. 1: 94–125. 1955.
- Knorozov, Y. V. (1956). "New data on the Maya written language". Journal de la Société des Américanistes de Paris. 45: 209–217. doi:10.3406/jsa.1956.961.
- "Estudio de los jeroglíficos mayas en la U.R.S.S." [The Study of Maya hieroglyphics in the USSR]. Khana, Revista municipal de artes y letras (La Paz, Bolivia). 2 (17–18): 183–189. 1958.
- Knorozov, Y. V.; Coe, Sophie D. (1958). "The problem of the study of the Maya hieroglyphic writing". American Antiquity. 23 (3): 284–291. doi:10.2307/276310. JSTOR 276310. S2CID 163305055.
- Knorozov, Youri V.; Alexander, Sidney (1962). "Problem of deciphering Mayan writing". Diogènes (Montreal). 10 (40): 122–128. doi:10.1177/039219216201004007. S2CID 143041913.
- Knorozov, Iu. V. (1963). "Machine decipherment of Maya script". Soviet Anthropology and Archeology. 1 (3): 43–50. doi:10.2753/aae1061-1959010343.
- Knorozov, Yuri (1963). "Aplicación de las matematicas al estudio lingüistico" [Application of mathematics to linguistic studies]. Estudios de Cultura Maya (Mexico City). 3: 169–185. doi:10.19130/iifl.ecm.1963.3.686.
- Knorozov, Yuri (1965). "Principios para descifrar los escritos mayas" [Principles for deciphering Maya writing]. Estudios de Cultura Maya (Mexico City). 5: 153–188. doi:10.19130/iifl.ecm.1965.5.667.
- Knorozov, Yuri V. (1968). "Investigación formal de los textos jeroglíficos mayas" [Formal investigations of Maya hieroglyphic texts]. Estudios de Cultura Maya (Mexico City). 7: 153–188. doi:10.19130/iifl.ecm.1968.7.694.
- "Заметки о календаре майя: 365-дневный год". Soviet Ethnography. 1: 70–80. 1973.
- "Notas sobre el calendario maya; el monumento E de Tres Zapotes". América Latina; Estudios de Científicos Soviéticos. 3: 125–140. 1974.
- "Acerca de las relaciones precolombinas entre América y el Viejo Mundo". América Latina; Estudios de Científicos Soviéticos. 1: 84–98. 1986.

#### Libri
- La antigua escritura de los pueblos de America Central. Mexico City: Fondo de Cultura Popular. 1954.
- Система письма древних майя. Moscow: Institut Etnografii, Akademiya Nauk SSSR. 1955.
- "Сообщение о делах в Юкатане" Диего де Ланда как историко-этнографический источник. Moscow: Akademiya Nauk SSSR. 1956. (Knorozov's doctoral dissertation)
- Письменность индейцев майя. Moscow-Leningrad: Institut Etnografii, Akademiya Nauk SSSR. 1963.
- Tatiana Proskouriakoff, ed. (1967). "The Writing of the Maya Indians". Russian Translation Series 4. Sophie Coe (trans.). Cambridge MA.: Peabody Museum of Archaeology and Ethnology. ISBN 0894121820.
- Иероглифические рукописи майя. Leningrad: Institut Etnografii, Akademiya Nauk SSSR. 1975.
- Maya Hieroglyphic Codices. Sophie Coe (trans.). Albany NY.: Institute for Mesoamerican Studies. 1982. ISBN 0942041070.
- "Compendio Xcaret de la escritura jeroglifica maya descifrada por Yuri V. Knorosov". Promotora Xcaret. Mexico City: Universidad de Quintana Roo. 1999.
- Stephen Houston; Oswaldo Chinchilla Mazariegos; David Stuart, eds. (2001). "New data on the Maya written language". The Decipherment of Ancient Maya Writing. Norman OK.: University of Oklahoma Press. pp. 144–152. ISBN 9780806132044.

#### Altro
- "Preliminary Report on the Study of the Written Language of Easter Island". Journal of the Polynesian Society. 66 (1): 5–17. 1957. (on the Rongorongo script, with N.A. Butinov)
- Yuri Knorozov, ed. (1965). Predvaritel'noe soobshchenie ob issledovanii protoindiyskih tekstov. Moscow: Institut Etnografii, Akademiya Nauk SSSR. (Collated results of a research team under Knorozov investigating the Harappan script, with the use of computers)
- "Protoindiyskie nadpisi (k probleme deshifrovki)". Sovetskaya Etnografiya. 5 (2): 47–71. 1981. (on the Harappan script of the Indus Valley civilization)
- See section "Decipherment" at Maya script for photograph of Monument to Yuri Knorozov in Mérida, Yucatán.

## Fonti citate
- Ershova, G.G. (2019). Последний гений XX века. Юрий Кнорозов: судьба учёного. Moscow: РГГУ. ISBN 978-5-7281-2524-2.

## Ulteriore bibliografia
- Albedil, M.F.; G.G. Ershova; I.K. Federova (1998). "Юрий Валентинович Кнорозов (1922–1999) [Некролог]". Кунсткамера. Этнографические тетради (Kunstkamera. Entograficheskie tetradi) (in Russian). 12. Sankt-Petersburg: Muzey antropologii i etnografii imeni Petra Velikogo (Kunstkamera), and Tsentr "Peterburgskoe vostokovedenie": 427–428. ISSN 0869-8384. OCLC 28487612. Archived from the original (reproduced online at co-publisher's website, Центр "Петербургское Востоковедение") on 11 February 2012. Retrieved 23 October 2008.
- Bright, William (1990). Language Variation in South Asia. Oxford and New York: Oxford University Press. ISBN 0-19-506365-1. OCLC 21196637.
- Coe, Michael D. (1987). The Maya. Ancient peoples and places series (4th edition (revised) ed.). London and New York: Thames & Hudson. ISBN 0-500-27455-X. OCLC 15895415.
- Coe, Michael D. (September–October 1991). "A Triumph of Spirit: How Yuri Knorosov Cracked the Maya Hieroglyphic From Far-Off Leningrad". Archaeology. 44 (5). New York: Archaeological Institute of America: 39–43. ISSN 0003-8113. OCLC 1481828. Archived from the original (online reproduction) on 19 September 2008. Retrieved 25 July 2008.
- Coe, Michael D.; Mark van Stone (2005). Reading the Maya Glyphs (2nd ed.). London: Thames & Hudson. ISBN 978-0-500-28553-4. OCLC 60532227.
- Demarest, Arthur (2004). Ancient Maya: The Rise and Fall of a Rainforest Civilization. Case Studies in Early Societies, No. 3. Cambridge: Cambridge University Press. ISBN 0-521-59224-0. OCLC 51438896.
- Fischer, Stephen R. (1997). Rongorongo: the Easter Island script: history, traditions, texts. Oxford Studies in Anthropological Linguistics, no. 14. Oxford: Clarendon Press. ISBN 0-19-823710-3. OCLC 37260890.
- Gould, Arthur I. (1998). "Alphabet Soup, Maya-style: A Historical Perspective of the Decipherment of the Written Text of the Ancient Maya Language" (transcript of paper delivered to the Club on 27 April 1998). Chicago Literary Club. Retrieved 23 March 2013.
- Grube, Nikolai; Matthew Robb (April–June 2000). "Yuri Valentinovich Knorozov (1922–1999)". Actualidades Arqueológicas (in Spanish). 22. México, D.F.: Instituto de Investigaciones Arqueologicas-UNAM. OCLC 34202277. Archived from the original (Spanish edition of English-language original, Alfredo Vargas González (trans.)) on 27 March 2008. Retrieved 22 October 2008.
- Houston, Stephen D. (1989). Reading the Past: Maya Glyphs. London: British Museum Publications. ISBN 0-7141-8069-6. OCLC 18814390.
- Lounsbury, Floyd Glenn (2001) [1984]. "Glyphic Substitutions: Homophonic and Synonymic" (excerpt of pp. 167–168,182–183, reproduced from original publication in: J. Justeson and L. Campbell (eds.), Phoneticism in Mayan Hieroglyphic Writing, 1984 [Albany:State University of New York]). In Stephen D. Houston; Oswaldo Fernando Chinchilla Mazariegos; David Stuart (eds.). The Decipherment of Ancient Maya Writing. Norman: University of Oklahoma Press. pp. 189–193. ISBN 0-8061-3204-3. OCLC 44133070.
- Moran, Gordon, 1998, Silencing Scientists and Scholars in Other Fields, Greenwich, CT: Ablex.
- Nissani, Moti (1995). "The Plight of the Obscure Innovator in Science". Social Studies of Science. 25: 165–183. doi:10.1177/030631295025001008. S2CID 144949936.
- Stuart, David (November–December 1999). "The Maya Finally Speak: Decoding the Glyphs Unlocked Secrets of a Mighty Civilization" (reproduced online at latinamericanstudies.org). Scientific American Discovering Archaeology. 1 (6). El Paso, TX: Leach Publishing Group, for Scientific American Inc. ISSN 1538-8638. OCLC 43570694. Retrieved 1 August 2006.
- Tabarev, Andrei V. (September 2007). "The South American Archaeology in the Russian Historiography" (PDF online journal). International Journal of South American Archaeology. 1. Cali, Colombia: Archaeodiversity Research Group Universidad del Valle, and Syllaba Press: 6–12. ISSN 2011-0626.